# Unciaal 054
Unciaal 054 (Gregory-Aland), ε 59 (Soden), is een van de Bijbelse handschriften. Het dateert uit de 8e eeuw en is geschreven met hoofdletters (uncialen) op perkament.

## Beschrijving
Het bevat de tekst van de Evangelie volgens Johannes (16,3-19,41). De gehele Codex bestaat uit 6 bladen (29 x 18,5 cm) en werd geschreven in een kolom per pagina, 36 regels per pagina, 27 letters per regel.
De Codex geeft de Byzantijnse tekst weer. Kurt Aland plaatste de codex in categorie V.

## Geschiedenis
Het handschrift werd door Konstantin von Tischendorf onderzocht.
Het handschrift bevindt zich in de Biblioteca Apostolica Vaticana (Barberiani Gr. 521) in Rome.